# کونتا کینته
کونتا کینته (انگلیسی: Kunta Kinte) (حدود ۱۷۵۰ - حدود ۱۸۲۲) شخصیتی در رمان ریشه‌ها، نوشته آلکس هیلی نویسنده آمریکایی است که در سال ۱۹۷۶ منتشر شد. شخصیت کونتا کینته بر اساس یکی از اجداد هیلی، مردی گامبیایی بنا شده‌است که در سال ۱۷۵۰ به دنیا آمد، به بردگی رفت و در سال ۱۸۲۲ درگذشت.
داستان زندگی کونتا کینته در دو مجموعه تلویزیونی ساخت ایالات متحده بر اساس این کتاب شکل گرفت: مینی‌سریال تلویزیونی اصلی ریشه‌ها در سال ۱۹۷۷، و بازسازی سال ۲۰۱۶ با همین نام. در مینی‌سریال اصلی، این شخصیت به عنوان یک نوجوان توسط لوار بارتون و در بزرگسالی توسط جان آموس به تصویر کشیده شد. در مینی‌سریال ۲۰۱۶، او توسط مالاکای کربی به تصویر کشیده شده‌است. برتون در سال ۱۹۸۸ نقش خود را باری دیگر در فیلم تلویزیونی ریشه‌ها: هدیه بازی کرد.

## زندگی‌نامه بر اساس کتاب ریشه‌ها
بر اساس کتاب ریشه‌ها، کونتا کینته در حدود سال ۱۷۵۰ در روستای ماندینکا در جوفوره، در گامبیا به دنیا آمد. او در یک خانواده مسلمان بزرگ شد. در سال ۱۷۶۷، زمانی که کونتا در جستجوی چوب برای ساختن طبل برای برادر کوچکترش بود، چهار مرد او را تعقیب کردند، او را محاصره کردند و به اسارت گرفتند. کونتا از خواب بیدار شد و خود را با چشمان بسته، دهان بسته، مقید و زندانی دید. او و دیگران را برای یک سفر چهارماهه به آمریکای شمالی سوار کشتی انتقال برده لرد لیگونیر کردند. 
کونتا از سفر به مریلند جان سالم به‌در برد و به جان والر (رینولدز در مینی‌سریال ۱۹۷۷)، صاحب مزرعه ویرجینیا در شهرستان اسپاتسیلوانیا فروخته شد. او نام کونتا را به توبی تغییر داد (این نام‌گذاری در بازسازی ۲۰۱۶ از سوی الیزایت، همسر جان، انجام شد). او نامی را که صاحبانش بر او تحمیل کرده بودند رد کرد و از صحبت با دیگران خودداری کرد. پس از دستگیری در آخرین تلاش از چهار تلاش برای فرار، برده‌داران به او یک انتخاب دادند: اخته شود یا پای راستش بریده شود. او بریده شدن پا را انتخاب کرد و آن افراد نیمه جلویی پای راست او را بریدند. 
با گذشت سال‌ها، کونتا، که اکنون متعلق به برادر جان، دکتر ویلیام والر بود، به سرنوشت خود تسلیم شد و با بردگان دیگر وارد معاشرت شد، در حالی که هرگز هویت و اصل خود را فراموش نکرد. کونتا با زنی برده به نام بل والر ازدواج کرد و صاحب دختری به نام کیزی (کی‌سا در زبان ماندینکا) شد که در زبان مادری کونتا به معنای «پایداری» است. کونتا به دنبال آن بود تا در برابر فروخته شدن کیزی جلوگیری کند. هنگامی که کیزی در اواخر نوجوانی خود بود به کارولینای شمالی فروخته شد. زمانی که ویلیام والر متوجه شد که کیزی برای یک مرد جوان برده به نام نوح که عاشق او بود، یک کارت مسافرتی جعلی نوشته‌است، برملا شد که «میسی آن»، خواهرزاده صاحب مزرعه، خواندن و نوشتن را مخفیانه به او آموخته اشت. 
صاحب جدید کیزی، توماس لی (مور در مینی‌سریال ۱۹۷۷) بلافاصله به کیزی تجاوز کرد. او با این تجاوز، تنها فرزندش را به دنیا آورد و این فرزند را به نام برده اولش جورج نامید (یا بر اساس مینی‌سریال سال ۲۰۱۶ به نام پدرش). جورج زندگی خود را با برچسب «جورج مرغی» سپری کرد، زیرا وظایف محول شده به او تنها شامل مراقبت از مرغ‌ها و خروس جنگی‌های اربابش بود. 
در این رمان، کیزی هرگز از سرنوشت والدینش آگاه نمی‌شود. او بقیه عمر خود را به عنوان یک فرد کمکی در مزرعه لیا در کارولینای شمالی می‌گذراند. با توجه به مینی‌سریال سال ۱۹۷۷، کیزی برای بازدید از مزرعه رینولدز در اواخر عمرش بازگردانده می‌شود. او متوجه می‌شود که مادرش به مزرعه دیگری فروخته شده‌است و پدرش دو سال بعد، در سال ۱۸۲۲، در اثر دلتنگی‌های زیاد درگذشته‌است. او قبر پدر را پیدا می‌کند و از روی آن نام توبی را که نام بردگی او بود، خط می‌کشد و به جای آن نام واقعی او یعنی کونتا کینته را حک می‌کند. 
کیزی تنها فرد از اجداد نویسنده داستان، آلکس هیلی، است که با کونتا کینته مرتبط بود و اکثریت عمر خود را در بردگی به‌سر برد. بخش آخر کتاب به نسل‌های بین کیزی و آلکس هیلی می‌پردازد و رنج‌ها، شکست‌ها و پیروزی‌های نهایی آن‌ها در آمریکا را توصیف می‌کند. آلکس هیلی می‌گوید که نسل هفتم از تبار کونتا کینته است.